# João Henrique Carneiro
João Henrique de Barradas Carneiro (n. Feira de Santana, 19 de junio de 1959) es un político brasileño, hijo del senador y exgobernador del bahiano João Durval Carneiro.

## Biografía
João Henrique Carneiro estudió en el Centro Educacional Sophia Costa Pinto, en Salvador de Bahía, en 1978. Estudió Economía en la Universidad Federal de Bahía y realizó un curso de posgrado en Desarrollo Económico en la Universidad de Montreal en 1984.
Es evangelista, y está casado con la diputada de la Asamblea Legislativa de Bahía Maria Luíza Orge Barradas Carneiro, con la que tiene dos hijos.
Comenzó su carrera política en 1989, cuando fue elegido concejal en Salvador de Bahía, cargo que mantuvo hasta 1995, cuando fue elegido diputado en la asamblea legislativa de Bahía. En 2004, fue elegido alcalde de Salvador de Bahía. En abril de 2007, dejó el PDT y se pasó al PMDB. Al año siguiente fue reelegido alcalde ganando en la segunda vuelta a Walter Pinheiro del PT.
Después de ser elegido alcalde de Salvador fue considerado el peor de Brasil por varias veces. El objetivo de la revuelta popular, incluyendo marchas como la "Desocupa João". 

## Baja popularidad
En 2009, el alcalde tuvo la popularidad medida en 5,1 de 10 por el instituto de la Datafolha. Esta media fue la más baja entre todas las capitales medidas y se justifica principalmente por el descuido con la movilidad urbana y la seguridad en la ciudad. Otro factor que ayudó en esta impopularidad fue el retraso excesivo en las principales obras de Salvador como el metro. 
Según la encuesta del IBOPE, con un 79 % de rechazo a su mandato, João Henrique repite el bajo desempeño de antes. A pesar de estos débiles índices, su reelección ocurrió en 2008 cuando Geddel Vieira Lima (PMDB-BA) ocupaba el cargo de ministro de integración nacional, habiendo privilegiado el estado de Bahía con el 90 % de los fondos liberados, según las auditorías del Tribunal de Cuentas de la Unión.
Los hechos que justifican esta desaprobación están en el abandono de la rés pública en que la ciudad se encuentra, evidenciada en hechos como la violenta expropiación de las carpas de playa, ejecutada sin ningún plan de amparo o de generación de empleo y renta, inyectando del día a la noche más de 1000 personas desempleadas en la ciudad, además del permiso para devastación de las reservas de mata atlántica a lo largo de la Avenida Paralela, del caos en el tránsito con pistas oscuras, con escasez de señalización vertical u horizontal y de la presentación del polémico "Plano Diretor de Desenvolvimento Urbano" (Plan Maestro de Desarrollo Urbano) o PDDU, que privilegia a los grupos económicos y contratistas, con varias contestaciones por parte del Ministerio Público por renunciar a una urbanización sostenible a largo plazo.
| Predecesor: Antônio Imbassahy | Alcalde de Salvador de Bahía 2005-2013 | Sucesor: Antônio Carlos Magalhães Neto |